# Peter Krieg
Peter Krieg (1947-2009) foi um realizador e produtor alemão de documentários.
Nos seus documentários, ele lidou com as problemáticas relações  entre os chamados "primeiro mundo" e "terceiro mundo". O seu filme Bottle Babies (“bebês-mamadeira”) (1974) ataca o grupo Nestlé por fazer propaganda da sua comida de bebê em países em desenvolvimento. Recebeu particular ressonância o seu filme September Wheat (1980), no qual, a partir do exemplo da produção de trigo americana, ele investiga as causas da fome em tempos de abundância. O filme foi contemplado, em 1981, com o Deutscher Filmpreis (prêmio do cinema alemão) e o Grimme-Preis  (prêmio Adolf Grimme). 
A partir de 1994, Krieg se ocupou também da produção e de consultoria e supervisão de produções especiais nos meios de comunicação, incluindo uma para a Expo 2000.

## Filmografia
Entre seus filmes mais conhecidos são:
- 1975: Bottle Babies
- 1976: Seeds of Health
- 1979: Foster Children
- 1980: September Wheat
- 1982: The Pack-Ice Syndrome
- 1984: Report from a Deserted Planet
- 1986: Father's Land
- 1987: The Soul of Money
- 1988: Machine Dreams
- 1991: Suspicious Minds
- 1993: Addio Africa?